# Kundun (film)
Pour les articles homonymes, voir Kundun.
Pour plus de détails, voir Fiche technique et Distribution.
Kundun est un film américain réalisé par Martin Scorsese et sorti en 1997. Sur un scénario écrit par Melissa Mathison à partir d'une quinzaine d'entretiens avec le 14e dalaï-lama Tenzin Gyatso, le film retrace la jeunesse de celui-ci, de sa naissance dans une famille paysanne jusqu'à son exil en Inde, en 1959. Quatre acteurs tibétains jouent le rôle du dalaï-lama à différents âges, dont à l'âge adulte, Tenzin Thuthob Tsarong.
Le nom de « Kundun », qui signifie littéralement la « présence », est le titre par lequel les bouddhistes tibétains s'adressent au dalaï-lama. Il s'écrit སྐུ་མདུན་  en tibétain.
Martin Scorsese dédie le film à sa mère Catherine, décédée en 1997, qui apparaissait dans plusieurs de ses films.

## Synopsis

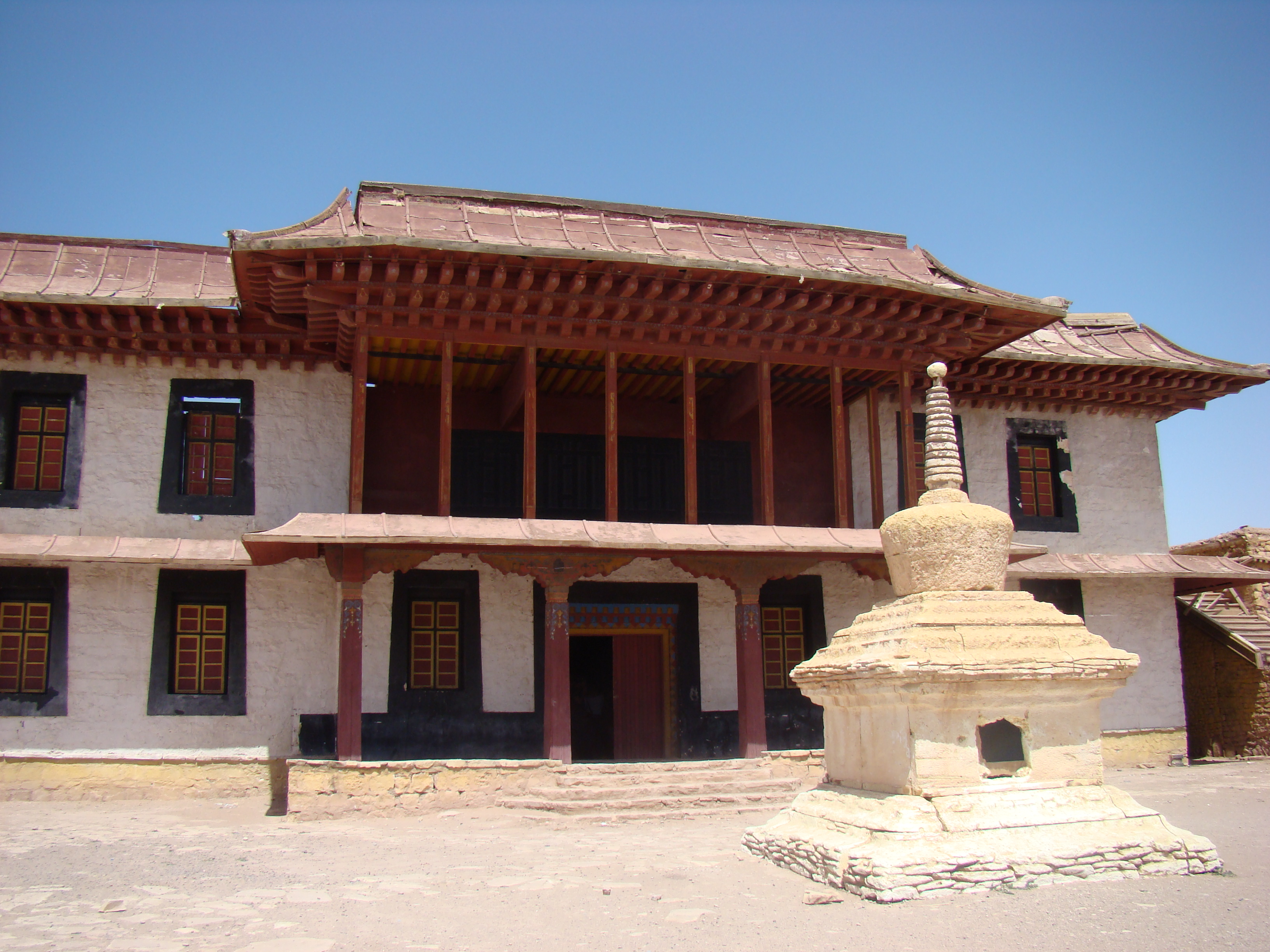
Décor de l'école bouddhiste, filmée à Ouarzazate.

Le film a une chronologie linéaire avec des événements allant de 1937 à 1959. En dehors de séquences brèves se déroulant en Chine et en Inde, le film se passe entièrement au Tibet. Il commence avec la recherche de la 14e réincarnation du dalaï-lama, Tenzin Gyatso. À la suite d'une vision de Reting Rinpoché (le régent du Tibet), plusieurs lamas se sont déguisés en serviteurs et découvrent l'emplacement d'un candidat prometteur : un enfant né dans une famille de paysans pauvres de la province de l'Amdo près de la frontière chinoise. Ceux-ci et d'autres lamas soumettent l'enfant à une épreuve dans laquelle il doit choisir parmi divers objets ceux qui ont appartenu au dalaï-lama précédent. L'enfant passe l'épreuve avec succès ; lui et sa famille sont amenés à Lhassa, où il sera installé comme dalaï-lama quand il grandira.

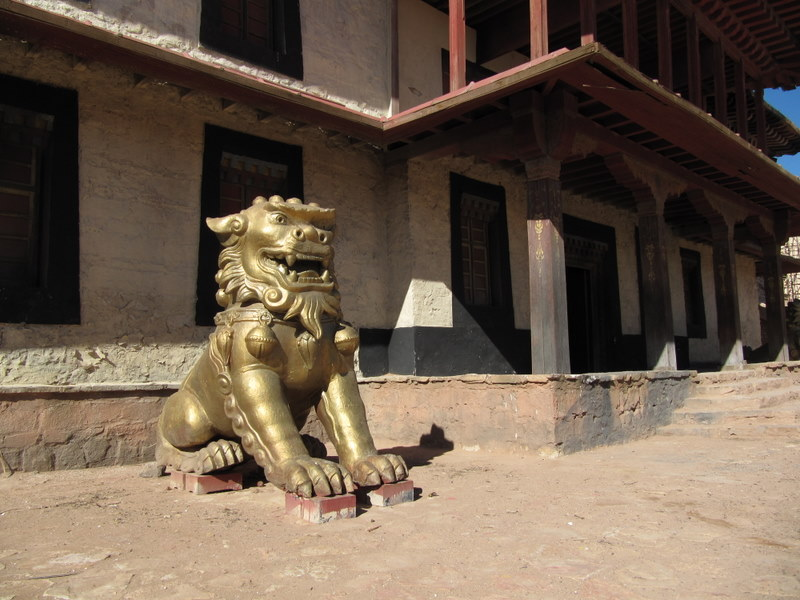
Décors du film.

Pendant le voyage, l'enfant devient nostalgique et effrayé, mais il est réconforté par Reting Rinpoché, qui lui raconte l'histoire du 1er dalaï-lama – que les lamas appellent « Kundun ».
À mesure que le film avance, le garçon mûrit en âge et en érudition. Suit une lutte de pouvoir brève dans laquelle Reting est emprisonné et meurt. Le dalaï-lama commence à prendre un rôle plus actif dans le gouvernement et la direction religieuse.
Entre-temps, les communistes chinois, récemment victorieux dans leur révolution, proclament le Tibet comme étant une partie traditionnelle de Chine impériale et expriment leur désir de le réincorporer à la république populaire de Chine nouvellement formée. Finalement, malgré l'Appel du Tibet aux Nations unies et les demandes d'intervention aux États-Unis, au Royaume-Uni et à l'Inde, les forces communistes chinoises envahissent le Tibet.
Les Chinois étaient serviables au début, mais quand les Tibétains résistent à la réorganisation et la rééducation communistes de leur société, de même qu'à la réforme agraire pour redistribuer des terres, ils deviennent oppressifs aux yeux de beaucoup.
À la suite d'une série d'atrocités endurées par son peuple, le dalaï-lama décide de rencontrer le président Mao Zedong à Pékin, contraint par les circonstances et ses convictions de prendre ce grand risque. Alors que Mao exprime publiquement sa sympathie au peuple tibétain et au dalaï-lama, et insiste sur le fait que des changements doivent être apportés comme le dalaï-lama le juge bon, les relations se détériorent inévitablement. Au cours de sa dernière journée de visite, pendant leur face-à-face final, Mao lui précise sa vision : « la religion est un poison » et « les Tibétains sont empoisonnés et inférieurs » à cause d'elle.
À son retour au Tibet, le dalaï-lama apprend d'autres horreurs perpétrées contre son peuple, qui a désormais répudié son traité avec la Chine et commencé une action de guérilla contre les Chinois. Finalement, après que les Chinois précisent leur intention de le tuer, le dalaï-lama est convaincu par sa famille et son chambellan de fuir en Inde.
Après avoir consulté l'oracle de Nechung sur l'itinéraire à suivre, le dalaï-lama et son personnel quittent Lhassa sous un déguisement à la faveur de l'obscurité. Pendant un voyage périlleux, où ils sont poursuivis par les Chinois, le dalaï-lama tombe malade et éprouve deux visions personnelles, d'abord que son voyage en Inde sera propice et que, de même, son éventuel retour au Tibet sera également propice. . Finalement, le groupe franchit un col dans la montagne à la frontière indienne. Alors que le dalaï-lama marche vers le poste de garde, un garde indien s'approche de lui, le salue, et un dialogue s'engage dans la scène finale du film : 
« 
- Avec tout le respect que je vous dois, monsieur, puis-je vous demander qui vous êtes ?
- Ce que vous voyez devant vous est un homme, un simple moine...
- Êtes-vous le seigneur Bouddha ?
- Je pense que je suis un reflet, comme le reflet de la lune sur l'eau. Quand vous me voyez m'efforcer d'être un homme bon, vous vous voyez vous-mêmes... C'est vous que vous voyez à travers moi. ».
Une fois que le dalaï-lama est arrivé à sa nouvelle résidence, il déballe son télescope et sort à l'extérieur. Le redressant et enlevant ses lunettes, il regarde à travers Himalaya – et vers le Tibet. Le film se termine par deux lignes imprimées à l'écran : « Le Dalaï Lama n'est pas encore revenu au Tibet. Il espère un jour faire le voyage. » Les mots scintillent en un fondu enchaîné sur l'écran noir au début du générique.

## Fiche technique
- Réalisation : Martin Scorsese
- Scénario : Melissa Mathison
- Musique : Philip Glass
- Montage : Thelma Schoonmaker[3].
- Directeur de la photographie : Roger Deakins
- Décors et costumes : Dante Ferretti
- Production : Barbara De Fina et Jeanne Stack

Coproductrice : Melissa Mathison
Producteur délégué : Laura Fattori
Producteurs associés : Scott Harris et Perry Santos
- Sociétés de production : De Fina-Cappan, Dune Films, Refuge Productions Inc. et Touchstone Pictures
- Société de distribution :

 États-Unis : Buena Vista Pictures
 France : AMLF
- Pays d'origine :  États-Unis
- Langues originales : anglais, tibétain et mandarin
- Genre : biographie
- Durée : 134 minutes
- Format : Couleurs Technicolor - 2,35:1 - 35 mm
- Dates de sortie[4] :

 États-Unis : 25 décembre 1997
 France : 27 mai 1998

## Distribution
- Tenzin Thuthob Tsarong : le 14e dalaï-lama (adulte)
- Gyurme Tethong : le 14e dalaï-lama (à 12 ans)
- Tulku Jamyang Kunga Tenzin : le 14e dalaï-lama (à 5 ans)
- Tenzin Yeshi Paichang : le 14e dalaï-lama (à 2 ans)
- Tencho Gyalpo : Gyalyum Chenmo, la mère du dalaï-lama (Diki Tsering)
- Tenzin Topjar : Lobsang Samten, un frère aîné du dalaï-lama (de 5 à 10 ans)
- Tsewang Migyur Khangsar : Le père du dalaï-lama (Choekyong Tsering)
- Tenzin Lodoe : Takster Rinpoché, un frère aîné du dalaï-lama
- Tsering Lhamo : Tsering Dolma, la sœur aînée du dalaï-lama
- Geshi Yeshi Gyatso : Le lama de Sera (Kwetsang Rinpoché)
- Losang Gyatso : Le messager (comme Lobsang Gyatso)
- Sonam Phuntsok : Reting Rinpoché
- Gyatso Lukhang (VF : Omar Yami) : Le chambellan Phala
- Lobsang Samten : Un maître de cuisine
- Tsewang Jigme Tsarong (VF : Jean-Paul Pitolin) : Taktra Rinpoché
- Tenzin Trinley : Ling Rinpoché
- Kim Chan (VF : Jim Adhi Limas) : Général Chinois
- Robert Lin : Le Président Mao Zedong
- Jurme Wangda : Le Premier ministre Lukhangwa
- Ngawang Kaldan (VF : Jean Lescot) : Le Premier ministre Lobsang Tashi
- Jampa Lungtok : L'oracle de Nechung
- Ngawang Dorjee : le premier noble
- Phintso Thonden : le second noble

## Production
La majeure partie du film a été réalisée aux Studios de Film d'Atlas à Ouarzazate, au Maroc. Des scènes ont aussi été filmées dans la localité marocaine d'Imlil, dans le Haut Atlas.
Le 13 décembre 1996, Scorsese commence le tournage de scènes du film à Casablanca, attirant l'attention de responsables de l'ambassade de Chine à Rabat.

## Accueil critique

### Sources
Le film repose sur deux sources relevant du 14e dalaï-lama en personne : son premier livre autobiographique My Land and My People (1962) et la quinzaine d'entretiens qu'il a eus avec la scénariste Melissa Mathison,. La succession des événements y suit celle qui existe dans My Land and My People, depuis la découverte du futur dalaï-lama en 1937, à l'âge de deux ans, en tant que réincarnation du 13e dalaï-lama, jusqu'à son départ en exil en 1959. Selon John Nesbit, le film a été tourné avec l'aval du dalaï-lama en personne. Selon Jerry Saravia, le point de vue adopté est un point de vue subjectif, celui du dalaï-lama. Cela fait du film, pour reprendre les termes du spécialiste de l'Asie orientale Marc Abramson,, « une autobiographie autorisée, officielle, narrée uniquement du point de vue du dalaï-lama » à travers les quatre acteurs qui incarnent son personnage à différents âges,.

### Critiques cinématographiques
Roger Ebert a attribué au film trois étoiles sur quatre, affirmant qu'il était « fait d'épisodes, pas d'intrigue ». Stephen Holden du New York Times  a qualifié le film de « émotionnellement distant » tout en louant son look et sa partition : « Le film est un triomphe pour le directeur de la photographie Roger Deakins, qui lui a donné l'apparence d'une enluminure. Comme son l'imagerie devient plus surréaliste et mystiquement abstraite, la partition électronique éthérée de M. Glass, qui suggère une harmonie des sphères himalayennes, rassemble force et énergie et la musique et les images réalisent une synergie sublime. ». Richard Corliss également fait l'éloge de la cinématographie et de la partition: « Aidé par le travail de caméra immaculé de Roger Deakins et le bourdonnement euphorique de la partition de Philip Glass, Scorsese conçoit un poème de textures et de silences. Visions, cauchemars et histoire se fondent dans une tapisserie aussi subtile que celle des magnifiques mandalas de sable des Tibétains. ». David Edelstein a qualifié le film d'hagiographie dont « la musique relie toutes les jolies images, donne au récit un certain élan et aide à induire une sorte de détachement alerte, de sorte que vous n'êtes ni particulièrement intéressé ni particulièrement ennuyé ». 
Michael Wilmington du Chicago Tribune a attribué au film quatre étoiles sur quatre, en écrivant : « D'une beauté obsédante, d'un sérieux irrésistible et extrêmement ambitieux, Kundun est exactement le genre de film que les critiques se plaignent que les grands studios hollywoodiens ne font jamais – et qu'ils ont ensuite tendance à ignorer, ou sous-estimer quand il apparaît enfin. ».
Barry Norman  de la BBC a estimé que Kundun était « magnifiquement et intelligemment fait, bien plus impressionnant, par exemple, que les récents Sept Ans au Tibet ». Comme Kundun est sorti au Royaume-Uni quatre mois après sa sortie originale, Norman a pu sonder Scorsese sur la promotion du film. Écrivant à propos de son entretien avec Scorsese, Norman a déclaré: 
Pourtant, il semble que ce soit Scorsese, plutôt que le studio, qui fasse le plus pour promouvoir le film. Alors je lui ai demandé « Est-ce que Disney t'a soutenu quand il est sorti ? Est-ce qu'ils se sont vraiment mis derrière pour essayer de le vendre ? » Mais, Scorsese est un homme décent et diplomate, qui aime être juste avec tout le monde, et finalement il a dit : « Je pense personnellement que, malheureusement, ils n'ont pas poussé l'image. » Par peur d'offenser la Chine ? « Qui sait? » a-t-il dit. Mais, peut-être de manière significative, il a également déclaré: « Le marché que représente la Chine est énorme, non seulement pour Disney mais pour de nombreuses autres sociétés à travers le monde. »
Pour Jean-Claude Loiseau, critique du journal Télérama, la scénariste Melissa Mathison a trouvé son inspiration à la source : le récit est « respectueusement nourri des souvenirs recueillis auprès de Sa Sainteté. C'était une garantie d'authenticité ». Kundun ne laisse pas une trace mémorable dans la carrière de Scorsese mais « témoigne avec une belle dignité, et sans emphase, pour une civilisation en danger de mort. Un film pour mémoire ».
L'écrivain britannique Patrick French, pour sa part, trouve que le film de Scorsese, avec son scénario écrit par la scénariste de E.T. l'extra-terrestre, est un exemple, de belle facture, de ce qu'il appelle la « dalaïdolatrie » sans pour autant se départir du respect qu'il éprouve pour le dalaï-lama,.
Pour l'écrivain britannique Pico Iyer, le film est une évocation onirique de la vie du dalaï-lama au Tibet et veut démontrer comment s'attacher à ce qui vaut la peine dans un contexte en proie aux défis et au chaos.
Pour Marc Abramson, le film est une quasi hagiographie, qui retrace l'évolution du dalaï-lama en parangon du bouddhisme. L'auteur, cité par Naomi Greene, affirme également que le film, tout comme Seven Years in Tibet, ne montre pas la nature spoliatrice, rétrograde et en définitive autodestructrice des hiérarchies duelles religieuses et temporelles qui ont régné sur le Tibet.
Le critique cinématographique américain James Berardinelli, pour sa part, trouve que le metteur en scène manifeste trop de déférence vis-à-vis de la figure du dalaï-lama, présentant celle-ci comme une source de sagesse omnisciente et quasiment sans défauts, ce qui ôte profondeur et intérêt au personnage du film.
La critique Karen Jaehne trouve que Scorsese a réalisé « une hagiographie tronquée », faisant l'impasse sur l'existence dans l'ancien Tibet d'une caste d'esclaves et de problèmes graves comme la mortalité infantile.
Pour le professeur de littérature comparée Sheldon H. Lu, la description simpliste des pieux Tibétains et la caricature grossière des Chinois rendent le film bien peu attrayant.

### Réactions chinoises
Avant même la sortie du film, les dirigeants chinois se sont vivement opposés à Disney sur le plan de la distribution du film, au point de menacer l'accès futur de Disney au marché chinois. À la suite de la sortie du film, le gouvernement chinois a interdit à Scorsese et à Mathison (ainsi qu'à plusieurs autres membres de la production) d'entrer au Tibet.

## Distinctions
Source : IMDb
Australian Film Institute Awards 1997
Nomination au prix du meilleur film étranger
Boston Society of Film Critics Awards 1997
Meilleure photographie pour Roger Deakins
New York Film Critics Circle Awards 1997
Meilleure photographie pour Roger Deakins
Oscars 1998
Nomination à l'Oscar de la meilleure direction artistique pour Dante Ferretti et Francesca Lo Schiavo
Nomination à l'Oscar de la meilleure photographie pour Roger Deakins
Nomination à l'Oscar de la meilleure création de costumes pour Dante Ferretti
Nomination à l'Oscar de la meilleure musique de film pour Philip Glass
Golden Globes 1998
Nomination au Golden Globe de la meilleure musique de film pour Philip Glass
Las Vegas Film Critics Society Awards 1998
Sierra Award de la meilleure musique de film pour Philip Glass
National Society of Film Critics Awards 1998
Meilleure photographie pour Roger Deakins
American Society of Cinematographers Awards 1998
Nomination à l'ASC Award de la meilleure photographie pour Roger Deakins
En 1998, le Dalaï Lama a remis le Prix Lumière de la vérité à Martin Scorsese et Melissa Mathison pour le film Kundun,.

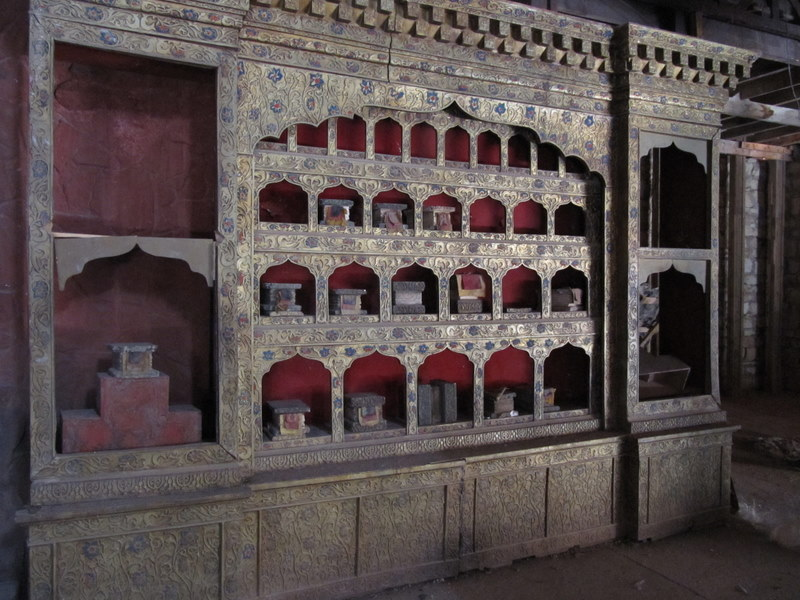
La bibliothèque dans le film.